# 马尔维纳·斯马泽克
马尔维纳·斯马泽克（波蘭語：Malwina Smarzek，1996年6月3日—）是一名波蘭女子排球運動員。現效力於俄超球隊加里宁格勒火车头女排俱樂部 。
她於2014年開始成為波蘭國家女子排球隊隊員。